# Grafeld
Grafeld ist Ortsteil der Gemeinde Berge in der Samtgemeinde Fürstenau im Landkreis Osnabrück in Niedersachsen.

## Geographische Lage
Grafeld liegt am nordwestlichen Rand der Ankumer Höhe auf einer Höhe von etwa 30 bis 35 m ü. NN. Etwa 3 Kilometer nördlich von Grafeld befindet sich das Naturschutzgebiet Hahnenmoor. Östlich schließt sich der Börsteler Wald an. Nachbarorte sind im Norden Herzlake, im Osten Berge, im Süden Bippen und im Westen die Gemeinden Wettrup und Dohren.

## Geschichte

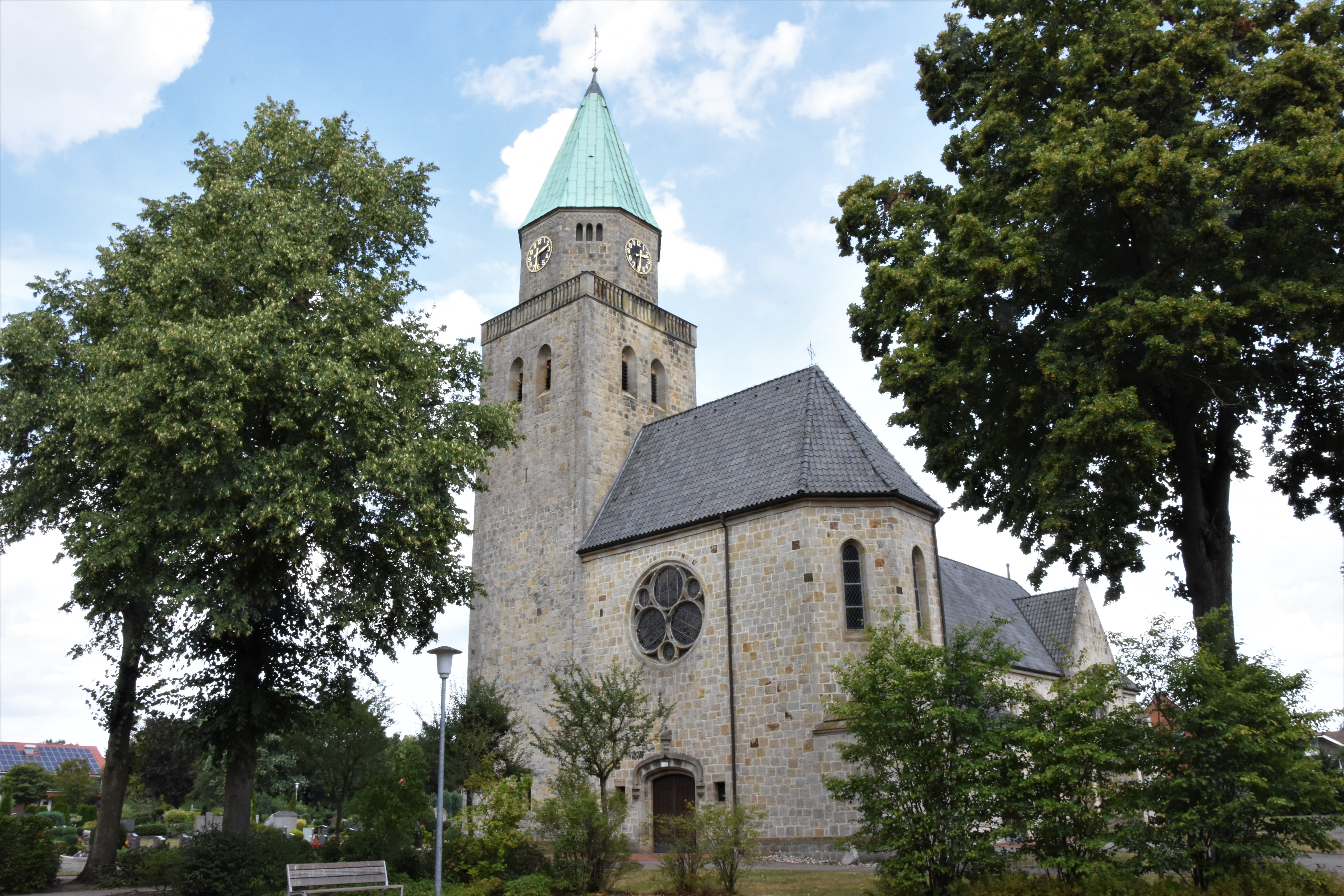
Herz-Jesu-Kirche in Grafeld

Grafeld wurde erstmals in einer Urkunde als Grafle erwähnt, deren Entstehung in den Zeitraum zwischen 1260 und 1270 fällt.
Am 1. Juli 1972 wurde Grafeld in die Gemeinde Berge eingegliedert. Bis dahin gehörte der Ort als Gemeinde zum Landkreis Bersenbrück.

## Politik

### Gemeinderat
- CDU 7 Sitze
- SPD 6 Sitze
- UWG 2 Sitze

(Stand: Kommunalwahl am 10. September 2006)

## Einwohnerentwicklung 1821–2008
| Jahr | Einwohner | Bevölkerungsdichte |
| ---- | --------- | ------------------ |
| 1821 | 493       | 35 EW/km²          |
| 1848 | 595       | 30 EW/km²          |
| 1871 | 455       | 23 EW/km²          |
| 1885 | 476       | 24 EW/km²          |
| 1905 | 517       | 26 EW/km²          |
| 1925 | 585       | 30 EW/km²          |
| 1933 | 626       | 31 EW/km²          |
| 1939 | 624       | 31 EW/km²          |
| 1946 | 906       | 46 EW/km²          |
| 1950 | 843       | 43 EW/km²          |
| 1956 | 728       | 37 EW/km²          |
| 1961 | 732       | 38 EW/km²          |
| 1970 | 758       | 38 EW/km²          |
| 1999 | 862       | 43 EW/km²          |
| 2005 | 901       | 45 EW/km²          |
| 2008 | 876       | 44 EW/km²          |

## Religion
Die Einwohner Grafelds sind überwiegend römisch-katholisch.